# Tian Ba
Tian Ba (chinesisch 田巴, Pinyin Tián Bā) war ein chinesischer Philosoph aus der Zeit der Streitenden Reiche. Er war Mitglied der Jixia-Akademie (chinesisch 稷下學宮, Pinyin Jìxià xúegōng) im alten Staat Qi, dem geistigen Zentrum der damaligen chinesischen Welt.
| Personendaten    | Personendaten                                              |
| ---------------- | ---------------------------------------------------------- |
| NAME             | Tian Ba                                                    |
| ALTERNATIVNAMEN  | 天巴 (traditionelles Chinesisch); Tián Bā                  |
| KURZBESCHREIBUNG | chinesischer Philosoph                                     |
| GEBURTSDATUM     | zwischen 5. Jahrhundert v. Chr. und 3. Jahrhundert v. Chr. |
| STERBEDATUM      | zwischen 5. Jahrhundert v. Chr. und 3. Jahrhundert v. Chr. |